# Echigawa-juku

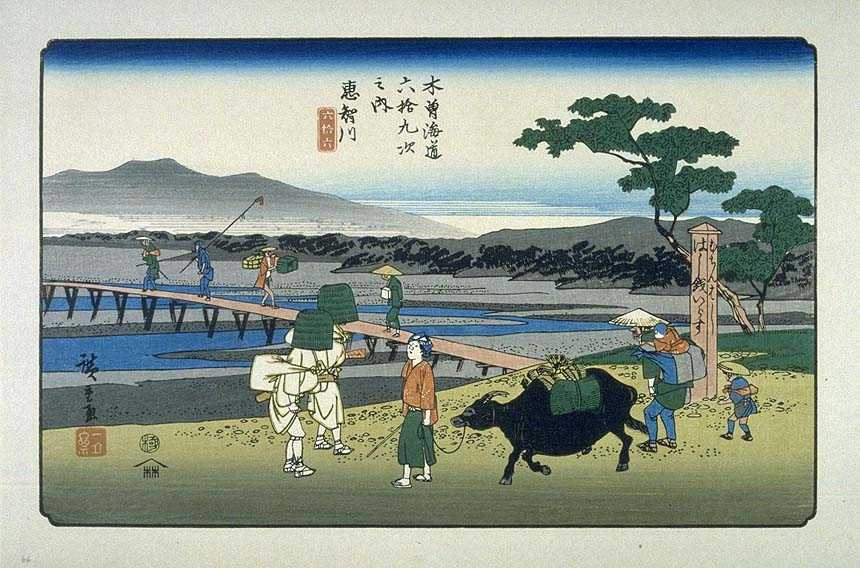
Echigawa-juku, estampe de Hiroshige de la série Les Soixante-neuf Stations du Kiso Kaidō.

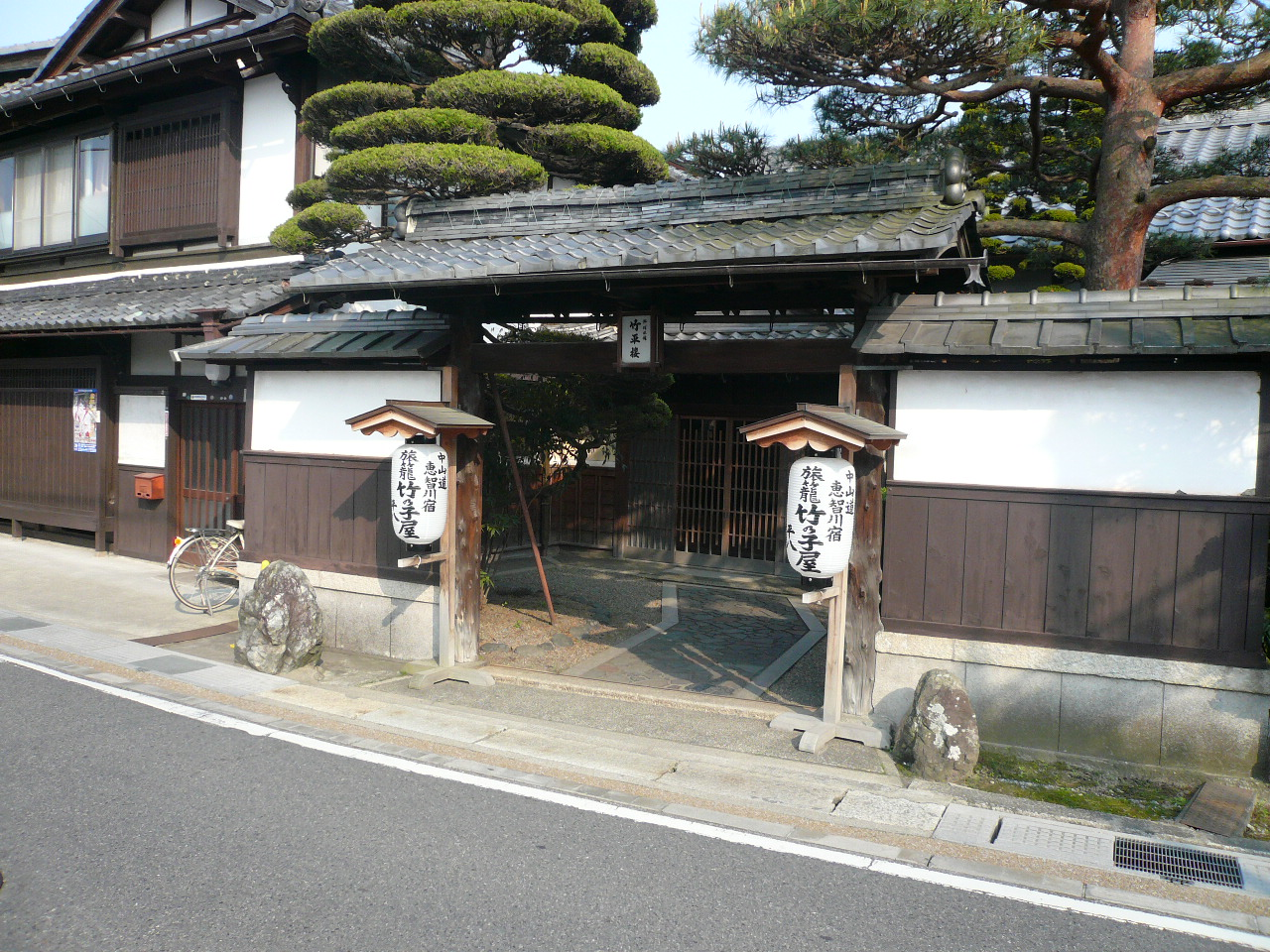
Hatago d'Echigawa-juku.

Echigawa-juku (愛知川宿, Echigawa-juku) était la soixante-cinquième des soixante-neuf stations du Nakasendō. Elle est située à Aishō, district d'Echi, dans la préfecture de Shiga au Japon.

## Histoire
Echigawa-juku a une longue histoire. Kitabatake Akiie mentionne son séjour dans la station en 1336 dans le Taiheiki. C'était à l'origine une étape du Tōsandō avant d'être intégré au Nakasendō. À son apogée, la ville était florissante aussi bien en tant que ville-relais qu'en tant que centre commercial. Pour ceux qui se rendaient dans le Kantō (région au centre du Japon) pour commercer, Echigawa était traditionnellement leur première étape au long du Nakasendō.
En 1843, la shukuba comptait 929 résidents et 199 bâtiments dont un honjin, deux honjin secondaires et 28 hatago.
Les habitants de la zone avoisinant l'ancienne Echigawa-juku en parlent souvent comme étant la soixante-sixième étape du Nakasendō car ils comptent Nihonbashi comme le premier arrêt alors qu'il s'agit en fait du point d'arrivée.

## Stations voisines
Nakasendō
Takamiya-juku – Echigawa-juku – Musa-juku